# Ду Вале, Наталия
Наталия Мария Феррейра ду Вали (порт. Natália Maria Ferreira do Vale; род. 6 марта 1953, Флориану, Бразилия) — известная бразильская актриса театра, кино и телевидения.

## Биография
Впервые Наталия ду Вали появилась на телевидении в 1979 году на телеканале ТВ Культура, представляющем образовательные программы. В то время она была студенткой по специальности философии в университете Сан-Паулу.
До того как стать актрисой, Наталия была мисс Рио-де-Жанейро в 1969 году.
Первый сериал, в котором она участвовала была «Габриэла» (1975), основанный на романе писателя Жоржи Амаду.
Однако признание её таланта пришло только с сериалом «Живая вода» (1980). Съёмки в этом сериале принесли ей большую популярность. Она снялась на обложках многих журналов и дала интервью в различных ток-шоу. С тех пор сыграла несколько важных персонажей в телесериалах компании «Глобу», таких как Люсия Фернандес Толеду в сериале «Потанцуй со мной» (1981), Сандра Ривореду из «Седьмого чувства» (1982) и многих других.
Наталия была замужем дважды. Первый брак, с Паулу Убиратаном — режиссёром телесериалов, который умер в 1998 году из-за перенесённого инфаркта, длился пять лет, с 1981 по 1986 год. Второй брак, в котором у них не было детей, с певцом Васку Диасом, длился шесть лет, с 1989 по 1995 год. Они жили в Лондоне в течение года. В настоящее время она не замужем и живёт в районе Леблон в Рио-де-Жанейро.
В 2008 году снялась в фильме «Городские зарисовки» в роли Паулы, женщины-психолога.

## Фильмография

### Телевидение
- 1975 — Габриэла — Авровра
- 1975 — Брюнетка — Эйми
- 1976 — Сарамандайя — Дора
- 1980 — Живая вода — Марсия
- 1981 — Потанцуй со мной — Люсия Фернандес
- 1982 — Седьмое чувство — Сандра Ривореду
- 1982 — Счастливый финал — Дебора Брандау
- 1984 — Дела и гримасы — Марилия Брага
- 1986 — Мошенничество — Андреа Перейра ди Соуза-и-Сильва
- 1987 — Другие — Лаура Делла Санта
- 1989 — Что я за король? — Сюзанна Бервал/Веберт
- 1993 — Глаза в глаза — Дебора
- 1995 — Новая жертва — Елена Рибейру
- 1996 — Прочь с дороги! — Амелия Берни де Карвалью
- 1997 — Любовь витает в воздухе — Юлия Шнайдер
- 1998 — Вавилонская башня — Люсия Праду
- 2000 — Бразильская акварель — Дульсе
- 2003 — Женщины в любви — Сильвия Феррейра-Лобу
- 2004 — Тяжёлый груз — Мария
- 2004 — Талисман — Летисия
- 2006 — Страницы жизни — Кармен ди Андраде Мартинс Фрагозу
- 2008 — Создать свою историю — преходящий
- 2008 — Шкафы и Флюкс — Фернанда
- 2008 — Китайский бизнес — Доктор Джулия Дюма
- 2009 — Прожить жизнь — Ингрид Мачаду
- 2011 — Безрассудное сердце — Ванда Брандау
- 2012 — Спаси меня, Святой Георгий — Аида

### Кино
- 1980 — Килас, герой-негодяй — Лили-бобо
- 1982 — Вперед, Бразилия — Марта Годой
- 2008 — Городские зарисовки — Паула

### Театр
- 1978 — Бонифаций Миллиарды
- 1979 — Брюки — Луиза
- 1979 — Колесо
- 1990 — Обмен — Сельма
- 2000 — Жизнь идёт — Сельма
- 2002 — Наследственные капитанства — Стелла